# William Dawson
William Dawson, jr. (ur. 11 sierpnia 1885 w St. Paul, Minnesota - zm. 3 lipca 1972 w Blue Hill, Maine) – amerykański urzędnik konsularny i dyplomata.

## Życiorys
Syn Williama i Marii. Ukończył szkołę średnią (Central High School) w St. Paul. Studiował na Uniwersytecie Minnesoty (University of Minnesota) w St. Paul (1906) i Szkoły Nauk Politycznych (I'Ecole Libre des Sciences Politiques) w Paryżu. Pełnił obowiązki wicekonsula i zastępcy konsula generalnego w Petersburgu (1908), Barcelonie (1908-1910), Frankfurcie (1910-1913), konsula w Rosario (1913-1917), Montevideo (1917-1919), komisarza/konsula w Gdańsku (1919-1921), konsula (1921) i konsula generalnego w Monachium (1921-1924). W 1924 przeszedł do Departamentu Stanu, gdzie od 1925 był szefem wykładowców w Szkole Służby Zagranicznej (Foreign Service School) w Waszyngtonie. Następnie był konsulem generalnym w Meksyku (1928-1930), posłem w Quito (1930-1934), Bogocie (1934-1937), Montevideo (1937-1939), ambasadorem w Panamie (1939-1941), Montevideo (1941-1946), delegatem St. Zj. w randze ambasadora w Organizacji Państw Amerykańskich (Organization of American States) (1947). Zmarł w szpitalu Blue Hill (Blue Hill Memorial Hospital) w Blue Hill. Pochowany na cmentarzu Rock Creek w Waszyngtonie.

## Źródła
- William Dawson, jr.